# Коефіцієнт тепловіддачі
Коефіцієнт тепловіддачі — кількість теплоти, яка передана в одиницю часу через одиницю площі поверхні за різниці температур 1 К між поверхнею та середовищем-теплоносієм; характеризує інтенсивність тепловіддачі.
Вимірюється у Вт/м²/К.
Густина потоку тепла q дорівнює
{\displaystyle q=hS\Delta T},
де h — коефіцієнт тепловіддачі, S — площа поверхні теплообміну а {\displaystyle \Delta T} — різниця температур.